# Roland Müller (Maler)
Roland Müller (* 14. Februar 1969 in Vöcklabruck) ist ein österreichischer Maler. Er gehört zu der Künstlergruppe der Phantastischen Realisten und Surrealisten. Des Weiteren beschreiben seine Malereien und Zeichnungen vor allem erotische Traumwelten.

## Werdegang
Müller wurde als drittes von vier Kindern der Künstlerin Maria Tischberger in Vöcklabruck, Oberösterreich geboren. Er ist mit der Musikerin Brigitte Müller verheiratet und hat zwei Kinder, die ebenfalls künstlerisch tätig sind.
Er studierte zwei Semester Aktzeichnen sowie Acrylmalerei bei Heide Voitl in Linz und nahm von 2008 bis 2012 Privatunterricht bei Christine Hirschberg. Es folgteUnterricht bei Jürgen Grazzi und Malseminare bei Michael Maschka. Ansonsten ist er Autodidakt. Müller lebt und arbeitet in Linz an der Donau, Oberösterreich. Sein Atelier befindet sich in Ebelsberg. Er arbeitet seit Anfang 2003 auch unter dem englischen Pseudonym Edward Miller.
Ausgehend von zahlreichen Skizzen, die vorwiegend aus Kohle-, Pastellkreiden- und einigen Bleistiftzeichnungen bestehen, zeigen seine Werke phantastische, expressive, zeitweise surreale Welten auf, die hauptsächlich in dunkleren Farbnuancen gehalten werden.

## Projekt Schilling für Schilling

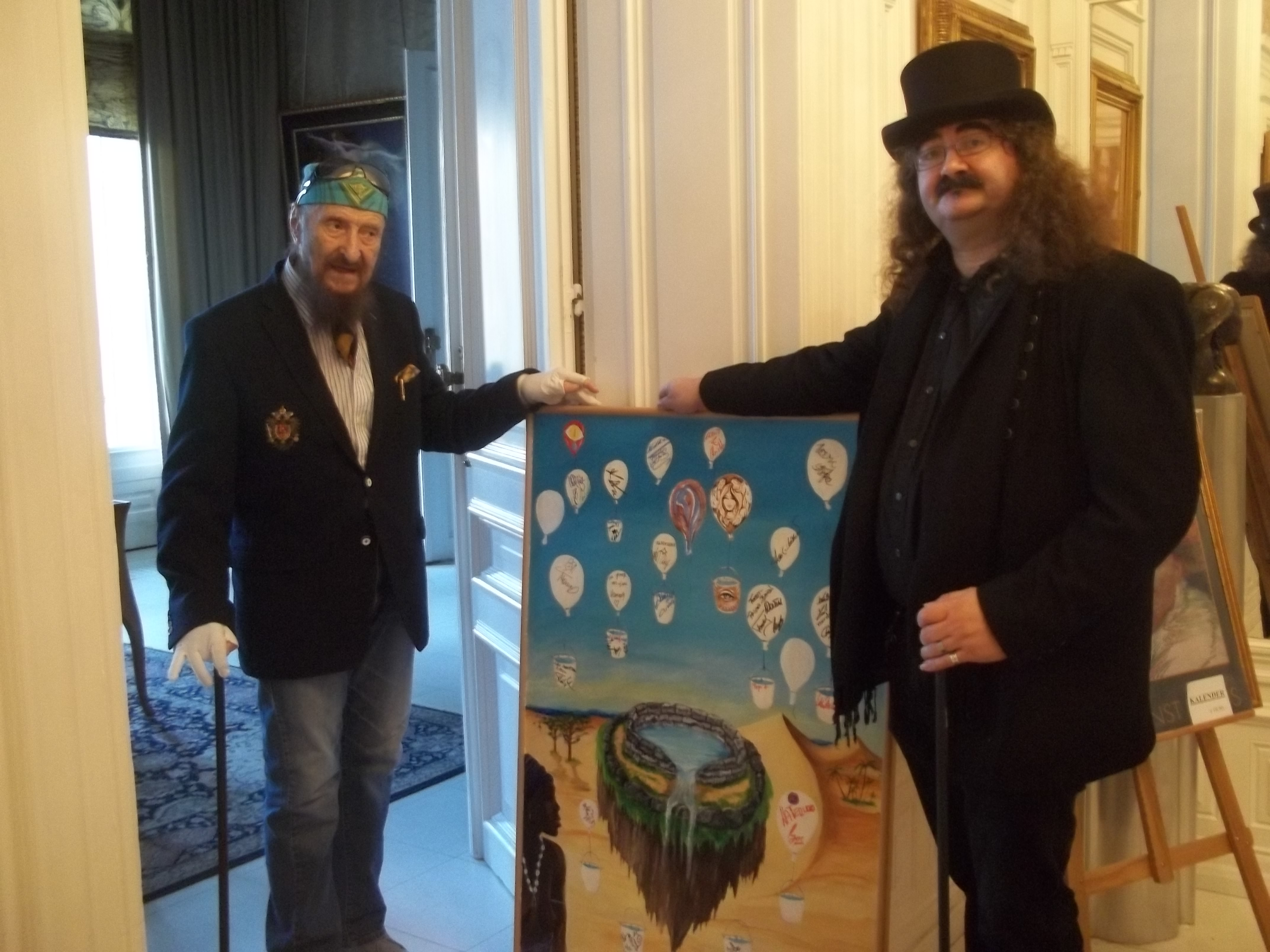
Das Benefizbild von Eddie Müller mit der Signatur von Ernst Fuchs

Neben seiner Kunst engagiert er sich auch für den Verein Schilling für Schilling. Zu diesem Zweck fertigte er ein Benefizbild an, auf dem sich, bis zur Präsentation im Casino Linz, Prominente aus Musik, Film und Kunst verewigen konnten. Der Höhepunkt dieses Projektes war eine Einladung des Malers Ernst Fuchs in die Fuchsvilla in Wien, wo Fuchs auf dem Benefizbild mit einem gemalten Bild unterzeichnete.

## Werke und Ausstellungen
Die Werke Müllers wurden neben dem oberösterreichischen Zentralraum auch in den anderen Bundesländern Österreichs, wie etwa in Wien oder Salzburg, aber auch in Tschechien, Deutschland, Italien, Spanien, Frankreich und in den USA ausgestellt. 2016 wurde er in Paris mit dem Ehrenpreis des Europäischen Kunstkreises France ausgezeichnet.
Müller ist unter anderem mit den Künstlern Lukas-Johannes und Matthias-Claudius Aigner (Söhne des  Linzer Künstlers Fritz Aigner), Jolanda Richter, Peter Gric, Juan Ramirez und Georg Schell befreundet.

## European Art Fest
Zu seinen  Erfolgen zählt das European Art Fest, das er selbst initiierte und zum ersten Mal im April 2007 in Lichtenberg mit 29 Teilnehmern veranstaltete. Zu diesem Projekt werden weniger Bekannte Künstler aus verschiedenen Ländern eingeladen; es findet alle zwei Jahre statt.
Das Fest 2009 im Volkshaus Bindermichl, mit ebenfalls wieder 29 Künstlern, war für einzelne Künstler sehr erfolgreich, und so beschloss Müller, es 2011 zu wiederholen. Da das Volkshaus Bindermichl allerdings auch nicht ganz seinen Vorstellungen entsprach, wurde eine andere Location gesucht. Seit 2011 findet die Veranstaltung im Volkshaus Keferfeld-Oed statt.
2015 stand das European Art Fest im Zeichen von Fritz Aigner, einem Maler aus Linz. Insgesamt zählte es 36 Künstler aus Deutschland, der Schweiz, Frankreich, Tschechien und Österreich; auch aus Australien beteiligte sich ein Künstler.

## Mitgliedschaft in Kunstvereinen
- seit 2007 Member der „Saatchi Galerie Großbritannien“
- seit 2008 Mitglied der „Freien Künstlervereinigung Südböhmen“
- seit 2008 Mitglied des Kunstvereins „Palette“ Holzhausen
- seit 2015 Mitglied des Europäischen Kunstkreis France

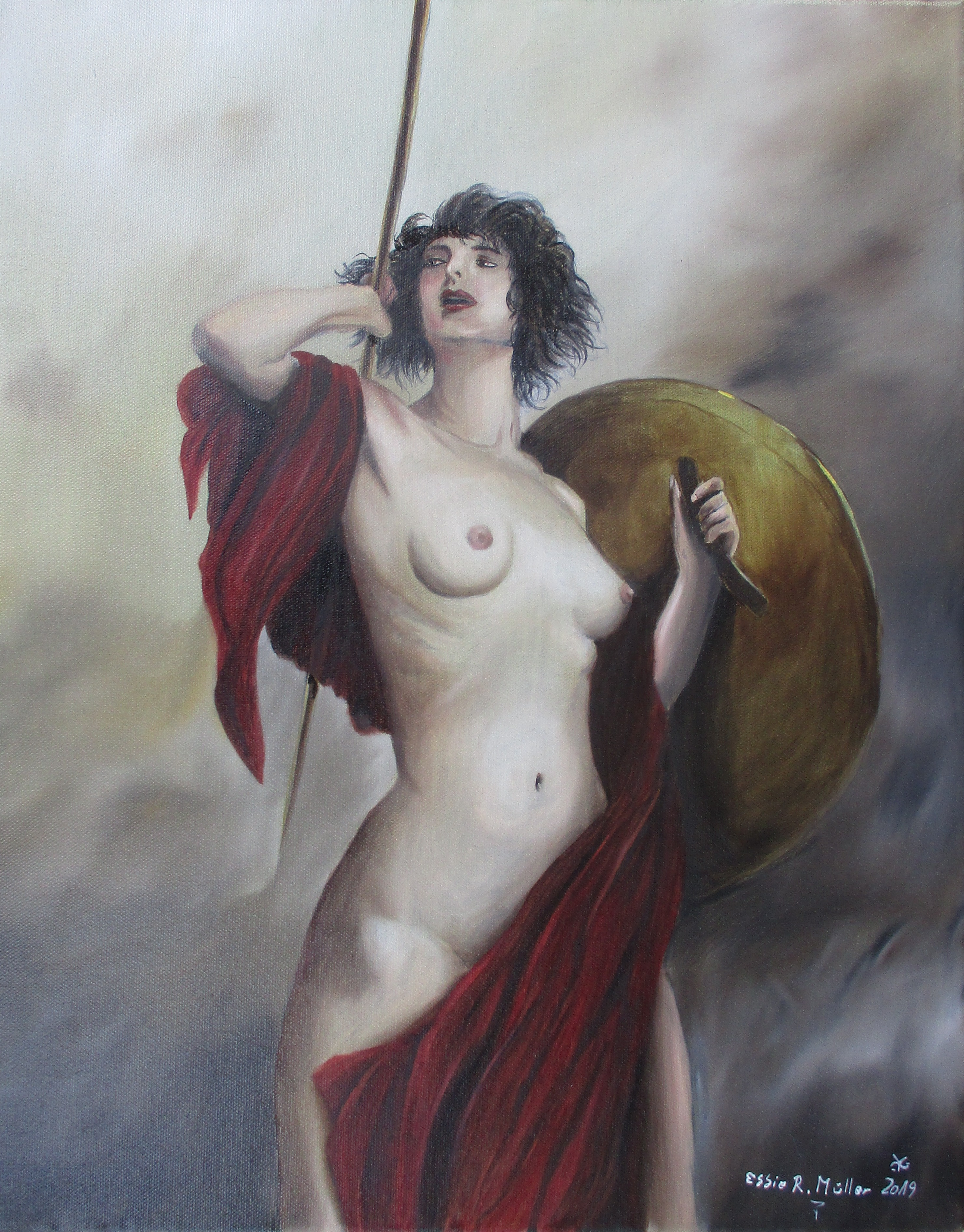
Roland Müller: Die junge Athene

## Ausstellungen
- Dezember 1998: Kulturhaus Schwertberg
- Jänner 2000: Live Performance Uno Shopping
- Juli 2000: Kunst ohne Grenzen, Kirchberg
- Februar 2001: Hotel Mader, Katsdorf
- April 2001: Schloß Innernstein, Münzbach
- Jänner 2002: Galerie Casapicola, Ottnang
- Juli 2002: Kunst ohne Grenzen, Kirchberg
- März 2003: GIGA Galerie im Gemeindeamt Ansfelden
- Mai  2003: Galerie Casapicola, Ottnang
- März 2004: Unfassbar, Linz
- April 2004: Ausstellung in Barcelona
- Februar 2005: Cafe Amade, Linz
- Juni 2005: Galerie AVE, Wien
- Juni 2005: Kulturgasthaus Staudach, Hollenstein
- Juni–September 2005: Teilnahme am Internationalen ARNO ART AWARD
- September 2006: Unfassbar, Linz
- Dezember 2006: Galerieeröffnung Galerie Na Fare, Tschechien
- April 2007: European Art Fest, Lichtenberg
- Mai 2007: Euro Czech Free Art Humpolec, Tschechien
- September 2007: Menschenbilder, Galerie Na Fare, Tschechien
- Dezember 2007: Kunstmesse Budweis, Tschechien
- April 2008: Galerie Orangerie Schloss Aistersheim
- September 2008: Euro Art Tour April
- Dezember 2008: Retrospektive 1998–2008 Kulturhaus Schwertberg
- Juni 2009: Ausstellung im Museum Schwarzenbersky Spital Lisov, Tschechien
- September 2009: European Art Fest Linz, Österreich
- April 2010: Never Think Small – Redux climate/gallery New York, USA
- Juni 2010: Galerieeröffnung Eddie’s Galerie Traun, Österreich
- November 2010: Vernissage Apothek’n-Pup Wien, Österreich
- März 2011: Große Werkschau in Traun, Österreich
- Mai 2011: Galerie Na Fare, Tschechien
- Juni 2011: Museum Hrdlicka Humpolec, Tschechien
- Juni 2011: Minimalia Mini Painting Exhibition Galerie Art Farm Gaia, Italien
- September 2011: European Art Fest Linz, Österreich
- Okt. 2011: passion-peinture-zillisheim, Frankreich
- April 2012: Café Westend Wien, Österreich
- September 2012: Casineum im Casino Linz, Österreich
- Oktober 2012: passion-peinture-zillisheim, Frankreich
- Juni 2013: Kunstraum der Ringstrassengalerien Wien, Österreich
- September 2013: European Art Fest Linz, Österreich
- September 2013: Minimalia Mini Painting Exhibition Galerie Art Farm Gaia, Perugia, Italien
- Oktober 2013: passion-peinture-zillisheim, Frankreich
- Mai 2014: L’Art au Coeur de l’Europe Illzach, Frankreich
- September 2014: Bosporus Art Biennale Wien, Österreich
- Oktober 2014: passion-peinture-zillisheim, Frankreich
- November 2014: Art Fest Budweis, Tschechien
- April 2015: Ausstellung Europäischer Kunstkreis Frankreich, Paris
- Mai 2015: Ausstellung Europäischer Kunstkreis Österreich, Gmunden, Österreich
- September 2015: European Art Fest Linz, Österreich
- April 2016: Ausstellung Europäischer Kunstkreis Frankreich, Paris (Ehrenpreis)
- März 2017: 3e GRANDE EXPOSITION INTERNATIONALE DES BEAUX-ARTS Neuf Brisach, Frankreich
- April 2017: Kunstraum in Deggendorf, Deutschland
- September 2017: European Art Fest Linz, Österreich
- März 2018: Kapuzinerstadel in Deggendorf, Deutschland
- April 2018: Kunstmesse Wels, Österreich
- November 2018: Große Retrospektive Haid, Österreich
- April 2019: Kaffee-Kunst-Kuchen 4614Galerie Marchtrenk, Österreich
- August 2019: European Art Fest Linz, Österreich